# العامل العاشر
العامل العاشر (بالإنجليزية: FACTOR X)‏ ويعرف أيضا بالمسماة: عامل ستيوارت براور (STUART -PROWER FACTOR). رقمه الكيميائي (EC 3.4.21.6). وهو انزيم يدخل في عملية تجلط الدم. ينتمي لأسرة سيرين البروتياز (مجموعة البروتياز اس1).
يتم تصنيع العامل العاشر في الكبد ويتطلب فيتامين ك ليتخلق. يتم تنشيط «العامل العاشر» إلى «العامل العاشر أ» من قِبل كل من العامل التاسع (مع العامل المساعد له، وهو العامل الثامن في مجمع المعروفة باسم الحالة الجوهرية أو الحالة الداخلية) والعامل السابع مع العامل المساعد له، وهوعامل النسيج (Tissue factor) (في المجمع المعروفة باسم الحالة الخارجية). وبالتالي فإنه هو أول عضو في المسار المشترك النهائي أو مسار الثرومبين. 
إن فقدان العامل العاشر الوراثي يولد النزف. يوجد هذا العامل في كل من البلازما ومصل الدم.

## وصلات خارجية
- The ميروبس  [لغات أخرى]‏ online database for peptidases and their inhibitors: S01.216
- med/3495 في موقع إي ميديسين
- Factor X deficiency